# ملکه زیبایی نوجوان ایالات متحده آمریکا
ملکه زیبایی نوجوان ایالات متحده آمریکا (انگلیسی: Miss Teen USA) یک مسابقه آمریکایی مسابقه ملکه زیبایی است که از سال ۱۹۸۳ برای نوجوانان آمریکایی بین ۱۴-۱۹ سال هر ساله برگزار می‌شود. مسابقه ملکه زیبایی ایالات متحده آمریکا هم هر سال همراه با مراسم ملکه زیبایی نوجوان ایالات متحده آمریکا برگزار میشود‌.
این مسابقه در JKN18 و ملکه زیبایی ایالات متحده آمریکا پخش می شود و در وب سایت ملکه زیبایی نوجوان ایالات متحده آمریکا پخش می شود و به صورت همزمان روی دستگاه های تلفن همراه و کنسول های بازی ویدیویی پخش می شود. سازمان دوشیزه جهان قبلاً ملکه زیبایی نوجوان ایالات متحده آمریکا و همچنین ملکه زیبایی ایالات متحده آمریکا را اداره می کرد تا اینکه در سال ۲۰۲۰ حق تولید هر دو مسابقه به ملکه زیبایی ایالات متحده آمریکا ۲۰۰۸ کریستل استوارت قبل از تعلیق او در اکتبر ۲۰۲۲ مجوز داده شد و در نتیجه آن را بازگرداند.
قبل از سال ۱۹۸۳، یک مسابقه زیبایی با عنوان ملکه زیبایی نوجوان ایالات متحده آمریکا برای اولین بار در سال ۱۹۵۹ به عنوان یک مسابقه عکس پستی توسط مجله Teen (نوجوان) برگزار شد.
ملکه زیبایی نوجوان ایالات متحده آمریکا حال آدی کارور از میسیسیپی است.

## برندگان
| سال  | برنده                       | ایالت           | محل برگزاری              | توضیحات |
| ---- | --------------------------- | --------------- | ------------------------ | ------- |
| ۱۹۸۳ | روث زاکاریان                | نیویورک         | لیکلند، فلوریدا          |         |
| ۱۹۸۴ | چریس هاوگن                  | ایلینوی         | ممفیس، تنسی              |         |
| ۱۹۸۵ | کلی هو                      | هاوایی          | میامی، فلوریدا           |         |
| ۱۹۸۶ | آلیسون براون                | اکلاهما         | دیتونا بیچ، فلوریدا      |         |
| ۱۹۸۷ | کریستی آدیس                 | میسیسیپی        | ال پاسو، تگزاس           |         |
| ۱۹۸۸ | میندی دانکن                 | اورگن           | سن برناردینو، کالیفرنیا  |         |
| ۱۹۸۹ | برندی شروود                 | آیداهو          | سن برناردینو، کالیفرنیا  |         |
| ۱۹۹۰ | بریجت ویلسون                | اورگن           | بیلاکسی، میسیسیپی        |         |
| ۱۹۹۱ | جانل بیشاپ                  | نیوهمپشایر      | بیلاکسی، میسیسیپی        |         |
| ۱۹۹۲ | جیمی سولینجر                | آیووا           | بیلاکسی، میسیسیپی        |         |
| ۱۹۹۳ | شارلوت آیانا                | ورمانت          | بیلاکسی، میسیسیپی        |         |
| ۱۹۹۴ | شانا گمبیل                  | کالیفرنیا       | بیلاکسی، میسیسیپی        |         |
| ۱۹۹۵ | کیلی سو سندرز               | کانزاس          | ویچیتا، کانزاس           |         |
| ۱۹۹۶ | کریستی لی وودز              | تگزاس           | لاس کروسس، نیومکزیکو     |         |
| ۱۹۹۷ | شلی مور                     | تنسی            | جزیره پادره جنوبی، تگزاس |         |
| ۱۹۹۸ | ونسا لاشی                   | کارولینای جنوبی | شریوپورت، لوئیزیانا      |         |
| ۱۹۹۹ | اشلی کلمن                   | دلاور           | شریوپورت، لوئیزیانا      |         |
| ۲۰۰۰ | جیلیان پری فرای             | پنسیلوانیا      | شریوپورت، لوئیزیانا      |         |
| ۲۰۰۱ | ماریسا ویتلی                | تگزاس           | جزیره پادره جنوبی، تگزاس |         |
| ۲۰۰۲ | ونسا سمرو                   | ویسکانسین       | جزیره پادره جنوبی، تگزاس |         |
| ۲۰۰۳ | تامی فارل                   | اورگن           | پالم اسپرینگز، کالیفرنیا |         |
| ۲۰۰۴ | شلی هنیگ                    | لوئیزیانا       | پالم اسپرینگز، کالیفرنیا |         |
| ۲۰۰۵ | الی لافورس                  | اوهایو          | بتن‌روژ، لوئیزیانا        |         |
| ۲۰۰۶ | کیتی بلر                    | مونتانا         | بالتیمور، مریلند         |         |
| ۲۰۰۷ | هیلاری کروز                 | کلرادو          | پاسادینا، کالیفرنیا      |         |
| ۲۰۰۸ | استوی پری                   | آرکانزاس        | ناسائو، باهاما           |         |
| ۲۰۰۹ | استورمی هنلی                | تنسی            | ناسائو، باهاما           |         |
| ۲۰۱۰ | کامی کرافورد                | مریلند          | ناسائو، باهاما           |         |
| ۲۰۱۱ | دانیل دوتی                  | تگزاس           | ناسائو، باهاما           |         |
| ۲۰۱۲ | لوگان وست                   | کنتیکت          | ناسائو، باهاما           |         |
| ۲۰۱۳ | کسیدی ولف                   | کالیفرنیا       | ناسائو، باهاما           |         |
| ۲۰۱۴ | کی لی گراهام                | کارولینای جنوبی | ناسائو، باهاما           |         |
| ۲۰۱۵ | کاترین هایک                 | لوئیزیانا       | ناسائو، باهاما           |         |
| ۲۰۱۶ | کارلی هی                    | تگزاس           | لاس وگاس، نوادا          |         |
| ۲۰۱۷ | سوفیا دومینگوئز هیثوف       | میزوری          | فینیکس، آریزونا          |         |
| ۲۰۱۸ | هایلی کولبرن                | کانزاس          | شریوپورت، لوئیزیانا      |         |
| ۲۰۱۹ | کالیق گاریس                 | کنتیکت          | رینو، نوادا              |         |
| ۲۰۲۰ | کیلانی آررودا               | هاوایی          | ممفیس، تنسی              |         |
| ۲۰۲۱ | بریانا مایلز                | فلوریدا         | تالسا، اکلاهما           |         |
| ۲۰۲۲ | فارون مدی                   | نبراسکا         | رینو، نوادا              |         |
| ۲۰۲۳ | اوماصوفیا سریواستاوا استعفا | نیوجرسی         | رینو، نوادا              |         |
| ۲۰۲۴ | آدی کارور                   | میسیسیپی        | لس آنجلس، کالیفرنیا      |         |
| ۲۰۲۵ |                             |                 |                          |         |

##### ایالت بر اساس تعداد برد
| ایالت           | عناوین | سال              |
| --------------- | ------ | ---------------- |
| تگزاس           | ۳      | ۱۹۹۶, ۲۰۱۱, ۲۰۱۶ |
| اورگن           | ۳      | ۱۹۸۸, ۱۹۹۰, ۲۰۰۳ |
| میسیسیپی        | ۲      | ۱۹۸۷، ۲۰۲۴       |
| هاوایی          | ۲      | ۱۹۸۵, ۲۰۲۰       |
| کنتیکت          | ۲      | ۲۰۱۲, ۲۰۱۹       |
| کانزاس          | ۲      | ۱۹۹۵, ۲۰۱۸       |
| میزوری          | ۲      | ۲۰۰۱, ۲۰۱۷       |
| لوئیزیانا       | ۲      | ۲۰۰۴, ۲۰۱۵       |
| کارولینای جنوبی | ۲      | ۱۹۹۸, ۲۰۱۴       |
| کالیفرنیا       | ۲      | ۱۹۹۴, ۲۰۱۳       |
| تنسی            | ۲      | ۱۹۹۷, ۲۰۰۹       |
| نیوجرسی         | ۱      | ۲۰۲۳             |
| نبراسکا         | ۱      | ۲۰۲۲             |
| فلوریدا         | ۱      | ۲۰۲۱             |
| مریلند          | ۱      | ۲۰۱۰             |
| آرکانزاس        | ۱      | ۲۰۰۸             |
| کلرادو          | ۱      | ۲۰۰۷             |
| مونتانا         | ۱      | ۲۰۰۶             |
| اوهایو          | ۱      | ۲۰۰۵             |
| ویسکانسین       | ۱      | ۲۰۰۲             |
| پنسیلوانیا      | ۱      | ۲۰۰۰             |
| دلاور           | ۱      | ۱۹۹۹             |
| ورمانت          | ۱      | ۱۹۹۳             |
| آیووا           | ۱      | ۱۹۹۲             |
| نیوهمپشایر      | ۱      | ۱۹۹۱             |
| آیداهو          | ۱      | ۱۹۸۹             |
| اکلاهما         | ۱      | ۱۹۸۶             |
| ایلینوی         | ۱      | ۱۹۸۴             |
| نیویورک         | ۱      | ۱۹۸۳             |